# برهماچاری (فیلم)
برهماچاری (به هندی: Brahmachari) فیلمی محصول سال ۱۹۶۸ و به کارگردانی باپی سونی است. در این فیلم بازیگرانی همچون شامی کاپور، راجشری، پران، ممتاز ایفای نقش کرده‌اند.